# Hegemonia Macedoniei

## Așezare
Macedonia este un ținut situat în Peninsula Balcanică, în nordul Greciei, cu o zonă muntoasă, aspră, și câteva câmpii roditoare situate la vărsarea principalelor râuri, Haliacmon și Axios. Este o zona bogată în minereuri, cu o bogată și frumoasă tradiție în creșterea cailor.

## Istoric
Macedonia, era pe vremuri o țară populată de țărani și păstori, cu o aristocrație foarte turbulentă, nefiind supusă regelui decât în caz de amenințări din partea ilirilor sau tracilor.
La sfârșitul secolului al V-lea î.Hr. pe tronul acestei țări se afla regele Arhelau. Dorind să-și întăreasca puterea, acesta adoptă o serie de reforme, printre care se numără și construirea de străzi, modernizarea armatei și ridicarea unor fortărețe solide precum Pella, reședința regilor macedoneni. Aici erau primiți poeți, artiști și filosofi, Euripide petrecându-și pe aceste meleaguri ultimele zile din viață. După moartea lui Arhelau, începând cu sec IV, apare o perioadă de anarhie, în care pe tronul Macedoniei se perindă nouă regi, perioadă caracetrizată de revolte, uzurpări de tron și asasinate. În acest context ajunge pe tron Filip al II-lea.
Filip era un războinic tipic macedonean: călăreț pasionat, băutor notoriu, plăcându-i războiul și banchetele. Fiind însă și un geniu diplomatic, un om inteligent și foarte încăpățânat, el reușește să își consolideze tronul prin eliminarea concurenților și supunerea nobilimii răzvrătite. Filip continuă reformele începute de Arhelau, constituindu-și o armată puternică formată din cavalerie și o infanterie compusă din țărani și mici proprietari. Aceștia, înarmați cu lănci lungi de 5 metri sunt organizați în așa-numitele falange. Tot în cadrul acestor reforme, Filip dezvoltă agricultura și construiește o rețea de drumuri. Odată cu  alungarea ilirilor și tracilor, începe unificarea Macedoniei. El însă nu se va opri aici, deschizându-și țara la mare, fapt care va supăra Atena, deoarece marea Egee era considerată de către aceasta teritoriu exclusiv. De aici, influențele exercitate de greci asupra macedonenilor încep să fie din ce în ce mai puternice, relațiile dintre Atena și regatul lui Filip se întăresc datorită ligii maritime. La un moment dat, se ajunge, din pricina elitelor macedonene, ca limba din Atica sa fie puternic influențată de limba macedoneană. 
Filip întreprinde o serie de cuceriri in Grecia de nord: el anexeaza Tracia, Tesalia și Calcidicia, cucerește orașe ca Amfipolis (357 î.Hr.) și Pidna (356 î.Hr.) și distruge coloniile Potideea și Metona. În 356 î.Hr. el ocupă minele de aur de pe muntele Pangeu, apropriindu-și astfel un bogat tezaur de război. În 353 î.Hr., la Termopile, Filip este înfrânt de către armatele Atenei și Spartei, însă cetățile grecești nu se pot opune multă vreme dorinței de expansiune a macedonenilor deoarece ele suferisera deja numeroase pierderi în urma crizei morale instituite de războaiele și seismele de la începutul sec V dar și datorită confruntărilor sociale și politice. În acest fel numai Atena ajunsese de la 40000 de locuitori la mijlocul sec V, la 30000 de locuitori în 360 î.Hr. și la doar 20000 de locuitori în 310 î.Hr.. Din această cauză, Atena, care nu numai că nu mai primea tribut, dar trebuia să plătească mercenari, având astfel o armată mai puțin numeroasă și mult mai puțin implicată moral care era plătită din impozite. În acest context, în 351, apare în Atena un strălucit orator, Demostene, care își instiga compatrioții la luptă, neavând însă prea mult succes. În 349 Filip cucerește Olintul. După pacea din 346 î.Hr. Atena își pierde teritoriile și alianțele din Tesalia și Tracia, însă își păstrează controlul asupra strâmtorilor. Filip își asigură astfel dominația asupra Greciei centrale. Tot în urma acestei păci Filip este inclus în consiliul amficționar de la Delfi, el asigurând astfel “pacea” între greci.
Atenienii erau împărțiți în două tabere: cei care-l urmau pe Isocrate și care vedeau în Filip speranța elenismului, crezând că acesta este singurul care îi poate unii pe greci, și cei care-l urmau pe Demostene. Acesta din urmă publică o lucrare, Filipicele, în care îi instigă pe greci la lupta. Având câștig de cauză, Demostene, convocă ecclesia și adoptă o serie de măsuri nepopulare pentru a asigura Atenei o armată capabilă să-i înfrunte pe macedoneni. Astfel, Atena în alianța cu Corintul și Megaria rezistă primelor atacuri asupra strâmtorilor în 339 î.Hr.. Deși la început Teba se află de partea lui Filip ea este atrasă în această alianță, însă la data de 1 septembrie 338 î.Hr., la Cheroneea în Boeția, cetățile grecești suferă o zdrobitoare înfrângere. Alexandru, în vârstă de doar 18 ani, își va arăta geniul militar ce se manifestă încă de pe acum, deoarece, aflându-se în fruntea aripii stângi macedonene, atacă, în mod spontan și fără ca atacul să fie prevăzut în planul tatălui său, pecetluind astfel soarta războiului. În urma acestui război Filip cucerește Grecia, tratând Atena și Sparta cu blândețe, însă pedepsește Teba ca urmare a actului ei de trădare. 
Deși plănuise un atac împotriva lui Darius, pentru răzbunarea Greciei, în consiliul de la Corint, consiliu la care participă toate cetățile grecești, Filip nu își va mai putea realiza planurile deoarece este asasinat în 336 î.Hr., lăsând astfel tronul și ambițiile sale fiului său Alexandru.